# 69 Ceti
Désignations
69 Ceti est une étoile située à environ 860 années-lumière dans la constellation de la Baleine. Elle est visible à l'œil nu avec une magnitude apparente de 5,3. Il s'agit d'une géante rouge vieillissante avec un type spectral M1/2III. Elle rayonne 1 813 fois la luminosité du Soleil à partir d'une photosphère agrandie, 100 fois le rayon du Soleil, à une température effective de 3 765 K.